# اوملکان
اوملکان (به لاتین: Umlekan) یک منطقهٔ مسکونی در روسیه است که در استان آمور واقع شده‌است.